# 科爾日 (基輔州)
50°20′3″N 31°21′21″E / 50.33417°N 31.35583°E
科爾日（烏克蘭語：Коржі）是位於烏克蘭北部的村莊，由基辅州布羅瓦里區的巴里希夫卡市鎮負責管轄。該村始建於1600年，面積2.18平方公里，海拔高度110米，2001年人口1,480，人口密度每平方公里678.9人。